# Ammolita
La ammolita o amolito es una gema orgánica rara y valiosa que se encuentra principalmente en las laderas del este de las Montañas Rocosas de los Estados Unidos y Canadá. Está formada por las conchas fosilizadas de los ammonites, constituidos principalmente por aragonito, el mismo mineral del que están formados las perlas nacaradas. Es una de las tres gemas biogénicas, junto al ámbar y la perla. En 1981, la ammolita adquirió el estatus de gema gracias a la Confederación Mundial de Joyería, el mismo año en el que empezó su minería comercial. En 2004 fue nombrada "gema oficial" de la provincia de Alberta.
La ammolita también es conocida como aapoak ("pequeña piedra reptadora" en Kainah), amolito, ammonites en gema, calcentina y korita.  Este último es un nombre comercial dado por la compañía minera canadiense Korite International, el principal proveedor mundial de ammolita.

## Propiedades
La composición química de la ammolita es variable, y además del aragonito puede incluir calcita, sílice, pirita y otros minerales. La concha en sí misma puede contener algunos elementos a nivel de traza, entre ellos aluminio, bario, cromo, cobre, hierro, magnesio, manganeso, estroncio, titanio y vanadio. Cristalográficamente es ortorrómbica. Su dureza Mohs varía entre 4,5 y 5,5, bastante blanda para ser una gema. Su densidad relativa es de 2,6-2,8. El índice de refracción de la ammolita canadiense (en la línea del sodio, 589,3 nm) es como sigue: α 1,522; β 1,672-1,673; γ 1,676-1,679; negativa biaxial. Bajo luz ultravioleta, puede presentar fluorescencia de color amarillo mostaza.
Las mejores muestras presentan un juego de color iridiscente opalino, con tonos verdes y rojos; de todas formas pueden presentarse todos los colores del espectro visible. La iridiscencia se debe a la microestructura del aragonito: al contrario que muchas otras gemas, cuyos colores provienen de la refracción de la luz, en la ammolita sus colores provienen de la interferencia de la luz que rebota en alguna de sus muchas capas de material apiladas que forman el aragonito. A mayor espesor, los colores son más rojizos y verdosos, y con menores espesores predominan los azules y los violetas. Los rojos y los verdes son los colores que se presentan más frecuentemente, debido a que los espesores finos son más frágiles y por tanto menos frecuentes. Recién minadas, los colores no son especialmente llamativos; estos aparecen tras un proceso de pulido y otros tratamientos, los cuales muestran la ammolita en todo su esplendor.
La ammolita en sí misma es una delgada capa, de unos 0,5-0,8 mm de espesor. En raras ocasiones se presenta sin su matriz, generalmente un esquisto de color gris a marrón, arcilla calcárea o piedra caliza. La llamada "escarcha pulverulenta" es bastante común; al estar expuesta a los elementos y a las fuertes presiones compresivas, la ammolita se fragmenta en copos, y una exposición prolongada a la luz solar puede blanquearla. La rotura da como resultado una apariencia teselada, descrita a veces como "piel de dragón" o "vidriera". La ammolita minada de depósitos más profundos puede aparecer completamente lisa o con una superficie ondulada. En ocasiones pueden recuperarse caparazones de ammonites completos y bien conservados: las cámaras del caparazón aparecen bien definidas, y la forma puede recordar a la de un nautilus. Mientras que este tipo de caparazones pueden tener hasta 90 cm de diámetro, los ammolites iridiscentes son mucho menores. La mayoría de las conchas fosilizadas tienen el aragonito pseudomórficamente reemplazado por calcita o pirita, haciendo que el ammolite sea particularmente raro.

## Formación, localización y extracción

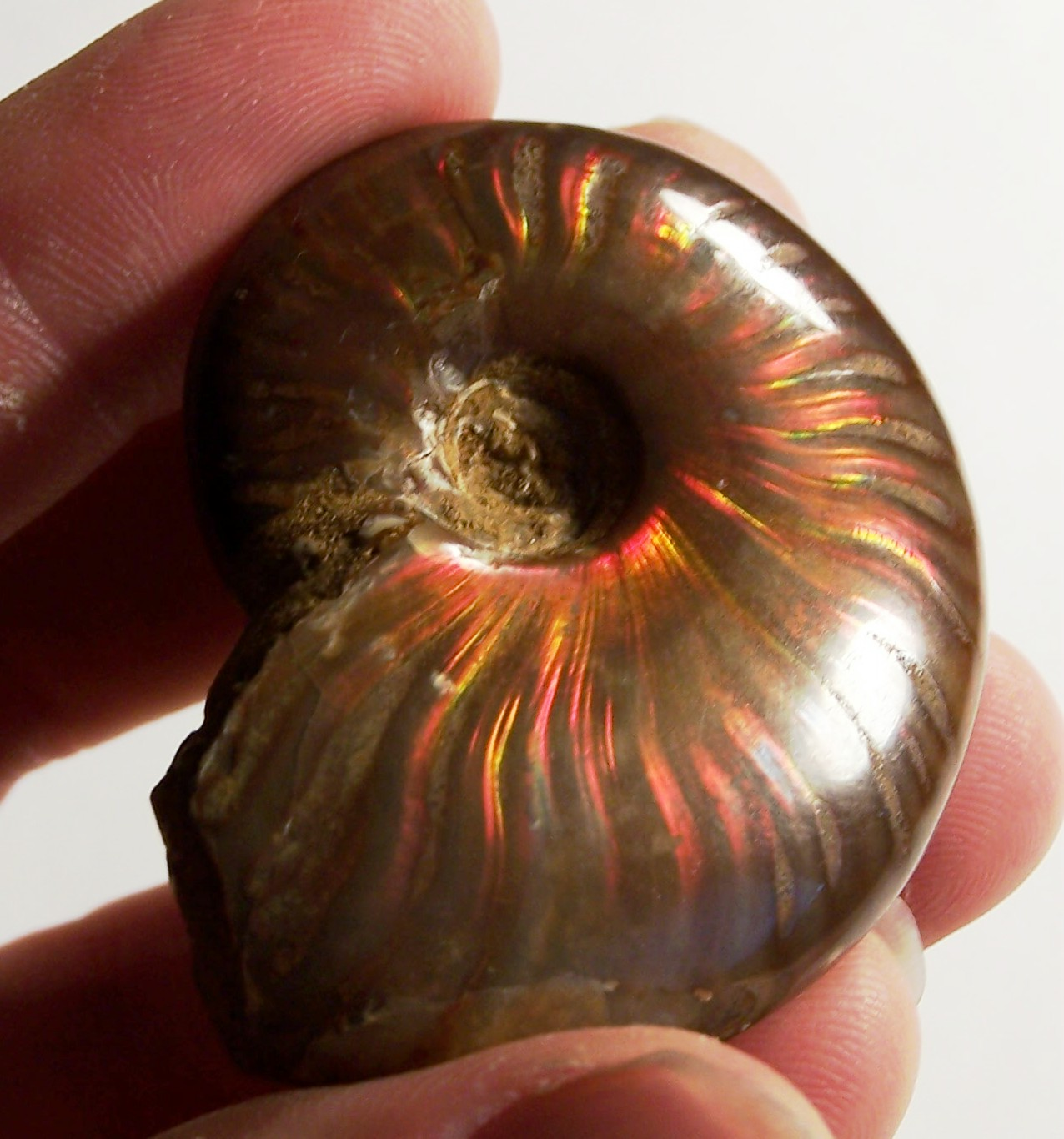
Ammonites iridiscente procedente de Madagascar.

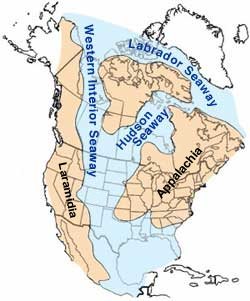
Mapa de Norteamérica mostrando el mar interior Cretácico.

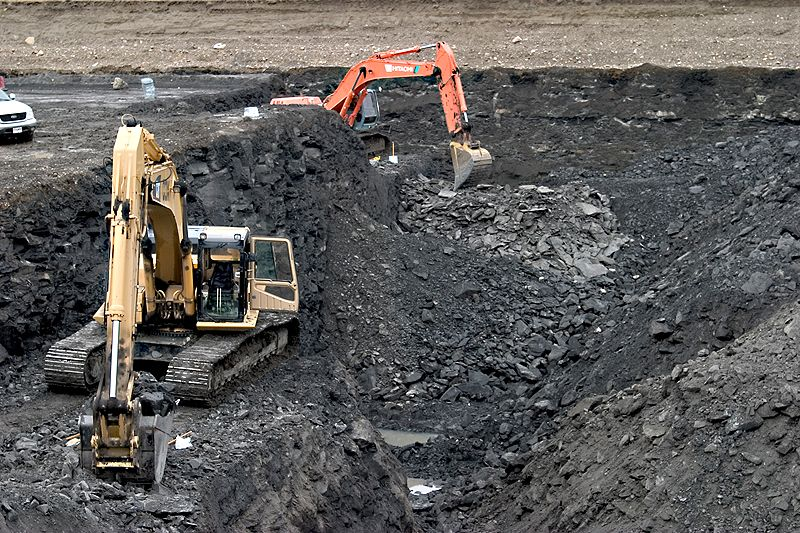
La minería mecanizada de Korite internacionales son bastante básicas, que implica la excavación de pozos poco profundos con retroexcavadoras.

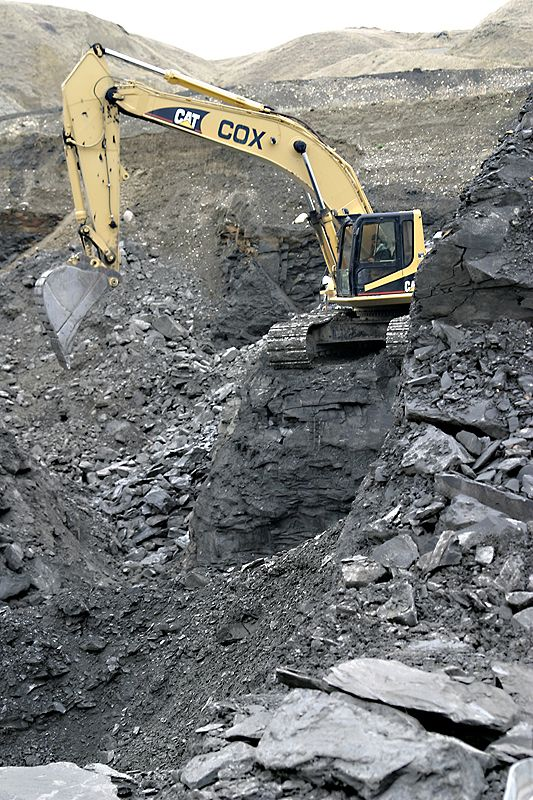
Otro punto de extracción de las operaciones internacionales de Korite de minería a cielo abierto en Alberta, Canadá.

La ammolita proviene de las conchas fósiles de ammonites en forma de disco del Cretácico superior, típicamente las especies Placenticeras meeki y Placenticeras intercalare, y en menor grado de los baculites Baculites compressus. Los ammonites, antes de extingurse, fueron cefalópodos (del griego κεφαλή (kephalé), "cabeza" y ποδός (podós), "pie" ) que habitaron las aguas tropicales en el Mesozoico, coetáneos de los dinosaurios.
Los ammonites que han dado lugar a la ammolita habitaron los mares internos subtropicales que bordeaban las Montañas Rocosas, zona conocida hoy como "Mar Interior Norteamericano". Cuando dicho mar desapareció, los ammonites fueron sepultados y comprimidos bajo capas de sedimento bentónico.  Este sedimento conservó el aragonito de las conchas, impidiendo su transformación en calcita. Mediante diagénesis, dichas conchas se impregnaron de elementos traza presentes en los sedimentos, mayoritariamente hierro y magnesio, los cuales le dan a la ammolita su predominancia de colores verdes.
Solo hay depósitos significativos de ammolita en la Formación de Bearpaw, que se extiende desde Alberta hasta Saskatchewan, en Canadá, y hasta el sur de Montana en los Estados Unidos. La de mejor calidad se puede hallar a lo largo de los ríos más energéticos que discurren a lo largo de las faldas de las Rocosas, en el sur de Alberta. La mayoría de las explotaciones comerciales se han llevado a cabo a lo largo de los bancos del río Lehigh, entre las ciudades de Summit Hill y Lethbridge. Aproximadamente la mitad de los depósitos caen dentro de la reserva Kainah, y sus habitantes participan notablemente en tareas mineras. Korite International, la mayor explotadora comercial de ammolita, ha trabajado principalmente dentro de dicha reserva, desde su fundación en 1979. Korite mantiene un acuerdo con la tribu Kainah, mediante el cual les paga royalties dependiendo de la superficie minada.
La explotación comercial está mecanizada, pero es muy simple: se abren minas a cielo abierto con excavadoras y el contenido extraído se revisa para extraer la ammolita presente. Las minas abiertas se examinan manualmente en una etapa posterior, y la explotación comercial se complementa con aquellas gemas que encuentran particulares y que venden a Korite. Un 5% aproximadamente es de calidad apta para joyería.
Los depósitos de ammolita están estratificados: la capa más superficial, llamada "Zona K", empieza a 15 m de profundidad y se extiende durante 30 más. La ammolita de esta capa está cubierta de concreciones de siderita y está fragmentada; éste es el material "aplastado". Es la variedad más común y la más barata. Unos 20 metros por debajo de la variedad fragmentada se extiende, hasta 65 metros más por debajo, la "Zona Azul", y es una capa delgada y comprimida de concreciones de pirita.  Éste es el material "laminado", y no se mina frecuentemente debido a su profundidad. Está menos fracturado, y de esta zona se obtiene la ammolita de mejor calidad.
A fecha de 2003, Korite solo ha minado unos 120000 m² del depósito Kainah. Como parte de su acuerdo con la tribu Kainah, rellenan las minas una vez explotadas, para asegurarse de no dañar demasiado el medio ambiente local. La tribu Kainah obtiene unos 150.000-200.000 dólares canadienses anuales. Emplean unas 60 personas, la mayoría Kainah, y su volumen de producción de ammolita es un 90% del total mundial. Los que quieran minar depósitos de ammolita en terreno público deben dirigirse al Departamento de Energía de Alberta para alquilar dicha zona. Los alquileres no se ofrecen de forma regular; la cuota es de 625 dólares canadienses y 3,5 dólares más por hectárea explotada.

## Calidad de las gemas

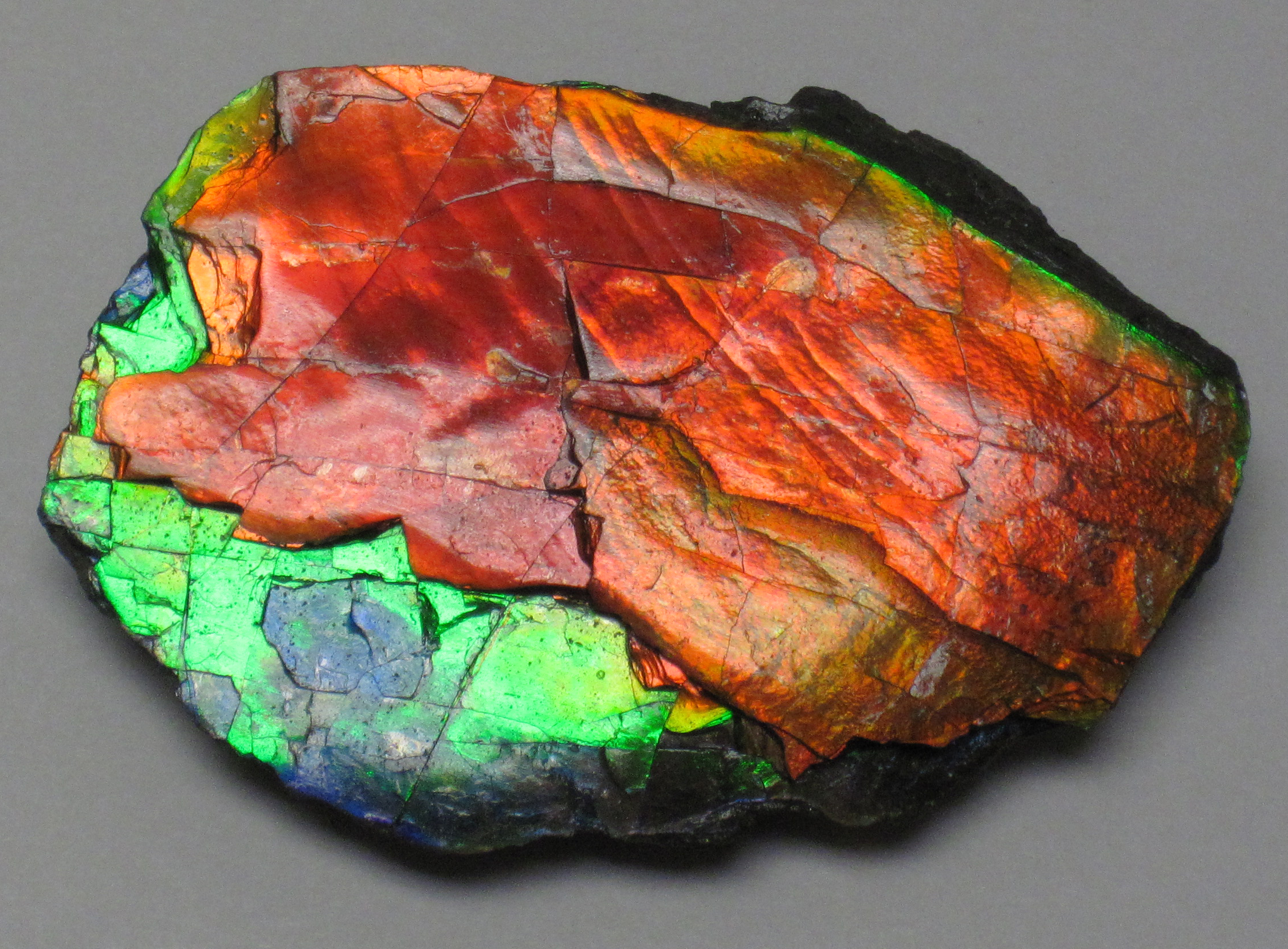
Espécimen de ammolita del ammonites Placenticeras, procedente de la Formación Bearpaw del Campaniano, Cretácico Superior, hace 70-75 Ma.

La calidad de las gemas se clasifica mediante letras, de la mejor a la peor se nombran AA, A+, A y A-. Dicho grado no está estandarizado y algunos vendedores suelen aplicar el suyo propio. Así, la calidad (y el precio) de una gema de ammolita se puede determinar según los siguientes criterios:

### El número decolores primarios
En la ammolita se presentan un gran número de colores, incluidos los del espectro de la luz natural. El verde y el rojo es el más común, más que el azul y el violeta, debido a su fragilidad. Aparecen matices violetas, carmesíes y dorados, derivados de la combinación de algunos colores primarios.  Estos colores son los más raros y los más demandados. Las calidades más apreciadas presentan intensidades similares de los tres colores primarios con brillos 1-2, mientras que las calidades inferiores presentan tonos más apagados.

### Elbailede colores (rango rotacionaleiridiscencia)
La iridiscencia es cómo varían los colores según el ángulo de la luz incidente y el ángulo de visión; en las calidades superiores la variación es prismática, mientras que las inferiores presentan variaciones menores. El rango rotacional es el ángulo que puede aplicarse a la gema mientras mantiene el mismo juego de color; lo ideal son 360ο sin variaciones, con algunas muestras mostrando colores muy direccionales, solo visibles en intervalos de 90ο o menos. Los rangos intermedios varían entre 180ο y 240ο.

### Brillo cromático
El brillo de los colores y la iridiscencia dependen directamente del grado de conservación de la capa nacarada, y del grosor y estado de conservación del aragonito. También es un factor importante la calidad del pulido. La textura fragmentada o "piel de dragón" disminuye su valor, siendo la más apreciada la textura "laminar", que tiene grandes franjas de color ininterrumpidas, similares a la calidad "flash ancho" del ópalo. La matriz es invisible en las mejores calidades, y no deberían existir minerales externos que puedan romper o disminuir su brillo.
El grosor de la capa de ammolita es también un factor importante: tras el pulido, la ammolita tiene un grosor variable entre 0,1 y 0,3 mm. El grosor de las gemas más valiosas y raras es suficiente para permanecer rígidas por ellas mismas, manteniendo solo una pequeña porción de la matriz original (1,5 mm como máximo), aunque la mayoría requieren un soporte que le de rigidez. Hay otros tratamientos que se aplican frecuentemente. Para una gema dada, a menor número de tratamientos aplicados mayor valor. Las gemas calibradas (es decir, aquellas con unas dimensiones adecuadas para ser engastadas en la mayor parte de las joyas) pueden asimismo encarecerse.
La ammolita se considera la gema biogénica más rara. Es suave y delicada, y requiere tratamientos especiales que solo dominan un puñado de especialistas. En bruto, puede costar de 30 a 65 dólares estadounidenses por quilate (150-325 dólares/gramo).

## Tratamientos
Aunque están totalmente fosilizadas y no contienen agua (por tanto no pueden deshidratarse, caso del ópalo), las condiciones ambientales pueden dañarla. Además, que se presente en capas finas y frágiles es problemático; por esto, suelen impregnarse con resinas epoxi transparentes y otros tipos de resinas para estabilizarla antes de su corte, además la capa de epoxi, muy dura, impide que se raye o se fragmente con posterioridad. Aunque las texturas fragmentadas no se pueden reparar, el epoxi previene mayores grados de fragmentación. El proceso de impregnación ha sido desarrollado por Korite, en colaboración con el Consejo de Investigaciones de Alberta. Las primeras gemas impregnadas llegaron al mercado en 1989, permitiendo una mayor disponibilidad comercial.
Ya que la ammolita tiene grosores inferiores al milímetro, muchas gemas son en realidad gemas compuestas, con la capa de ammolita adherida a un sustrato fijador más oscuro.  Éste sustrato puede ser la matriz o la roca madre, pudiéndose emplear también ónix o vidrio negro. Si la capa de ammolita es extremadamente fina, se usa un tercer componente (triplete): una capa transparente convexa que "tapa" la ammolita.  Esta tercera capa puede ser espinela sintética, corindón sintético o cuarzo sintético, o incluso vidrio en los tratamientos de menor calidad. La tapa sintética puede actuar como una lente, aumentando su brillo iridiscente.
La detección de estas gemas compuestas es simple: mediante una lupa y a simple vista. Sin embargo, en las joyas donde el borde está oculto la cosa no es tan sencilla. Los tripletes se pueden identificar viendo la gema de perfil, donde se aprecia una capa convexa transparente sin brillo cromático. Si dicha tapa está hecha de vidrio, pueden apreciarse burbujas, ondulaciones y rayas. A mayor dureza de material, menos rasgos se pueden ver.
Aunque la gran mayoría de las gemas comerciales están tratadas, una pequeña fracción no necesitan otro tratamiento excepto el pulido y el corte. Lo ideal es que se informe al comprador de todos los tratamientos por los que ha pasado la gema.

## Imitaciones

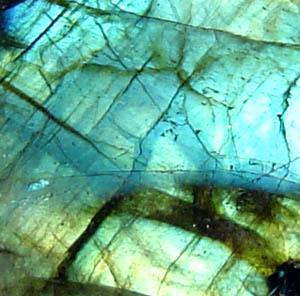
Los reflejos iridiscentes (labradorescencia) de la labradorita podrían confundir a los no expertos, pero el aspecto global no convence como imitación

La ammolita es difícil de imitar, pero algunos materiales se le parecen y pueden confundir a los no expertos. Algunos de estos minerales son la labradorita (o espectrolita), un feldespato iridiscente de origen también canadiense, y el ópalo negro "broad flash". Ninguno de estos son buenos sustitutos, y el ópalo broad-flash es más caro que la ammolita, hasta el punto en que en ocasiones la ammolita se usa como imitación de dicho ópalo. Un mineral incluso menos convincente es la piedra Scolum, una imitación del ópalo hecha de vidrio bastante común. Los tonos azulados y púrpuras de la labradorita son convincentes, y en ésta y el ópalo los juegos de color tienen un rango angular mayor que en la ammolita. En la piedra Scolum, el juego de color tiene apariencia de espumillón. Su estructura visible es también visiblemente diferente; en las imitaciones, el cuerpo de la gema es de transparente a translúcido, mientras que la ammolita es completamente opaca.
gemológicamente hablando, la ammolita pertenece a los mármoles de caparazón o concha. Su grupo incluye a la lumachella o "mármol de fuego", un mármol iridiscente parecido formado por almejas y caracoles fosilizados, y se puede encontrar en Italia y Austria. El uso de lumachella en joyería es incluso más raro que el de ammolita, pero se usa más en piedras decorativas o en mosaicos. La iridiscencia de la lumachella es menor que la de la ammolita.
A pesar de éstas diferencias, la lumachella es sinónimo de la ammolita en algunos ámbitos.
El brillo iridiscente de color azulado-verdoso presente en las conchas de haliotis es otra imitación posible. El haliotis es barato gracias a la cría comercial de estos gastropodos para alimentación. Su estructura es distintiva: bandas sinuosas de iridiscencias azules, verdes y rosas, delineadas por líneas marrones de conchiolina (o perlucina), un material proteínico que le da consistencia a la concha. El lustre de la haliotis es más sedoso que el de la ammolites, más vítreo, y los colores de ambas no son muy parecidos. Sin embargo, algunas conchas de haliotis pueden teñirse y protegerse con cuarzo, formando una gema compuesta del mismo tipo que la ammolita.  Estas últimas son las combinaciones que menor calidad alcanzan, y se han usado como imitación del ópalo. Ampliadas, muchas gemas compuestas de haliotis muestran tinte concentrado a lo largo de algunas áreas y burbujas atrapadas bajo la capa exterior de curazo.

## Uso en joyería

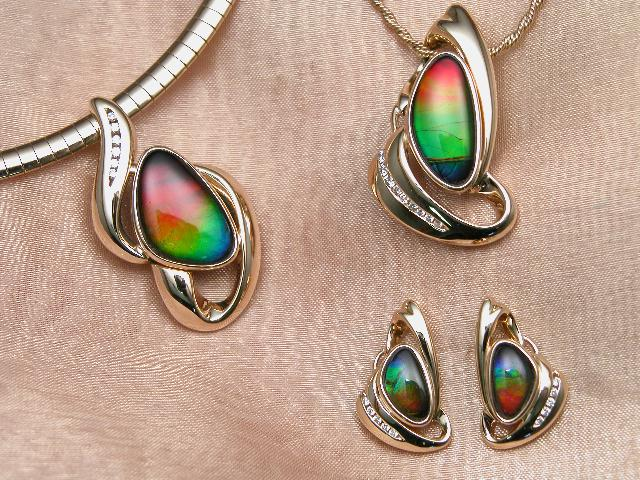
Ammolita de alta calidad de Korite International. Las gemas de ammolita son tripletes, como evidencian sus perfiles convexos, y están montadas en oro de 14 quilates (58%) con incrustaciones de diamantes. Se usa mayoritariamente en colgantes, pendientes y broches debido a su fragilidad.

Comparado con otras gemas, la ammolita tiene una historia de uso muy reciente; no empezó a interesar a la sociedad occidental hasta los años 1970, tras irrumpir en el mercado en 1969. La tribu Blackfeet se refiere a la ammolita como inikism, "piedra de búfalo", y la han usado como amuleto, concretamente como ayuda en la caza del búfalo, y para rastrearlos a largas distancias. También creen que tiene propiedades curativas y la utilizan en sus ceremonias.
A finales de los años 1990, los practicantes de Feng shui empezaron a promocionar la ammolita como gema "activa", con propiedades desintoxicantes y que refuerza el bienestar y el chi. Llamada "séptima piedra coloreada de la prosperidad", cada color influye a los practicantes de Feng Shui de una manera diferente. Una combinación de rubí rojo, esmeralda verde y ámbar amarillo es sinónimo de crecimiento, sabiduría y riqueza, respectivamente.
La ammolita se usa en ocasiones en gemas pulidas (cabochon) y montadas en oro, con diamantes como realce. Debido a su delicadeza, se usa más en colgantes, pendientes y broches. En anillos, se le incorpora una capa protectora, normalmente de espinela. Las ammolitas pequeñas bien pulidas también se usan montadas. Para su limpieza debe usarse únicamente un jabón suave y agua caliente, desaconsejándose el uso de ultrasonidos.
El mayor consumidor de ammolita es Japón. Su uso podría deberse a que se utiliza como imitación del cada vez más raro ópalo negro, o en su uso por los practicantes de Feng Shui. Otros mercados importantes son Canadá, donde la trabajan artesanos que la venden a los turistas del Parque nacional Banff y también se usa en alta joyería. Otro mercado está situado en el sudoeste de los Estados Unidos, donde la utilizan los artesanos Zuni y de otras tribus nativas norteamericanas.